# Kobell (Künstlerfamilie)
Kobell oder von Kobell war eine Künstlerfamilie in Pfalz-Bayern und den Niederlanden. Ihr Stammvater hieß Johann Heinrich Kobell. Sein gleichnamiger jüngerer Sohn zog aus Mannheim nach Rotterdam und gründete den niederländischen Zweig der Familie.

## Pfalz-Bayerischer Zweig
- Ferdinand Kobell (1740–1799), Landschaftsmaler, Kupferstecher und Radierer
- Franz Kobell (1749–1822), Maler, Radierer und Zeichner
- Innozenz Kobell (1765–1838), bayerischer Oberappellationsgerichtsrat
- Wilhelm von Kobell (1766–1853), Landschafts-, Tier- und Schlachtenmaler
- Egid von Kobell (1772–1847), Mitglied des bayerischen Staatsrats, Gesandter in Griechenland
- Franz Ferdinand von Kobell (1779–1850), Generalsekretär des bayerischen Staatsministeriums des Inneren
- Sebastian von Kobell (1801–1875), Generalsekretär des bayerischen Staatsrats
- Franz von Kobell (1803–1882), Mineraloge und Schriftsteller
- Luise von Kobell verheiratete Eisenhart (1827–1901), Schriftstellerin
- Ludwig von Kobell (1840–1907), bayerischer Verwaltungs- und Hofbeamter
- Friedrich von Kobell (1845–1910), bayerischer Generalmajor

## Niederländischer Zweig
- Hendrik Kobell (1751–1779), Marinemaler, Zeichner und Radierer
- Jan Kobell (1756–1833), Kupferstecher und Kunsthändler
- Jan Baptist Kobell (1778–1814), Tiermaler
- Anna Kobell (1795–1847), Malerin
- Jan Kobell (1800–1838), Landschaftsmaler

## Stammliste
1. Johann Heinrich Kobell (* in Oberhessen), 1716 in Frankfurt am Main, 1720 in Mannheim
  1. Balthasar Kobell († 1762 in Mannheim) Finanzbeamter in Mannheim
    1. Ferdinand Kobell (* 1740 in Mannheim; † 1799 in München), Landschaftsmaler, Kupferstecher und Radierer
      1. Innozenz Kobell (* 1765 in Mannheim; † 1838 in München) bayerischer Oberappellationsgerichtsrat
      2. Wilhelm von Kobell (* 1766 in Mannheim; † 1853 in München), Landschafts-, Tier- und Schlachtenmaler
        1. Sebastian von Kobell (* 1801 in München: † 1875 ebenda), Generalsekretär des bayerischen Staatsrats
          1. Ludwig von Kobell (* 1840 in München; † 1907), bayerischer Verwaltungs- und Hofbeamter

      3. Egid von Kobell (* 1772 in Mannheim; † 1847 in München), Mitglied des bayerischen Staatsrats, Gesandter in Griechenland
      4. Franz Ferdinand von Kobell (* 1779 in Mannheim; † 1850 in München), Generalsekretär des bayerischen Staatsministeriums des Inneren
        1. Franz von Kobell (* 1803 in München; † 1882 ebenda), Mineraloge und Schriftsteller
          1. Luise von Kobell verheiratete Eisenhart (* 1827 in München; † 1901 ebenda), Schriftstellerin

    2. Franz Kobell (* 1749 in Mannheim; † 1822 in München), Maler, Radierer und Zeichner

  2. Johann Heinrich Kobell, Kunsthändler, 1755 in Rotterdam 
    1. Hendrik Kobell (* 1751 in Rotterdam; † 1779 ebenda), Marinemaler, Zeichner und Radierer
      1. Jan Baptist Kobell (* 1778 in Delfshagen; † 1814 in Amsterdam), Tiermaler

    2. Jan Kobell (* 1756 in Rotterdam; † 1833 ebenda), Kupferstecher und Kunsthändler
      1. Anna Kobell (* 1795 in Gouda; † 1847 in Rotterdam), Malerin
      2. Jan Kobell (* 1800 in Rotterdam; † 1838 ebenda), Landschaftsmaler